# Порт-де-Сен-Клу (станция метро)
Порт-де-Сен-Клу (фр. Porte de Saint-Cloud) — станция линии 9 Парижского метрополитена, расположенная в XVI округе Парижа. Своё название получила по одноимённой площади, образованной в результате ликвидации бывшей заставы стены Тьера.

## История
- Открыта 29 сентября 1923 года при продлении линии 9 на один перегон от станции Экзельман. До 3 февраля 1934 года, когда линия была продлена в коммуну Булонь-Бийанкур, станция была конечной.
- Пассажиропоток по станции по входу в 2011 году, по данным RATP, составил 4 932 701 человек[2]. В 2013 году этот показатель вырос до 5 284 078 пассажиров (76 место по уровню входного пассажиропотока в Парижском метро)[3]

## Путевое развитие
К юго-западу от станции, на перегоне Порт-де-Сен-Клу — Марсель Сенба, располагается парк отстоя составов, состоящий из двух тупиковых путей. К одному из главных станционных путей примыкает т. н. "Путь Мюрата" (фр. Voie Murat), ведущий от станции Порт-д’Отёй линии 10, изначально планировавшийся для пассажирского движения с так и не достроенной станцией Порт-Молитор.

## Галерея

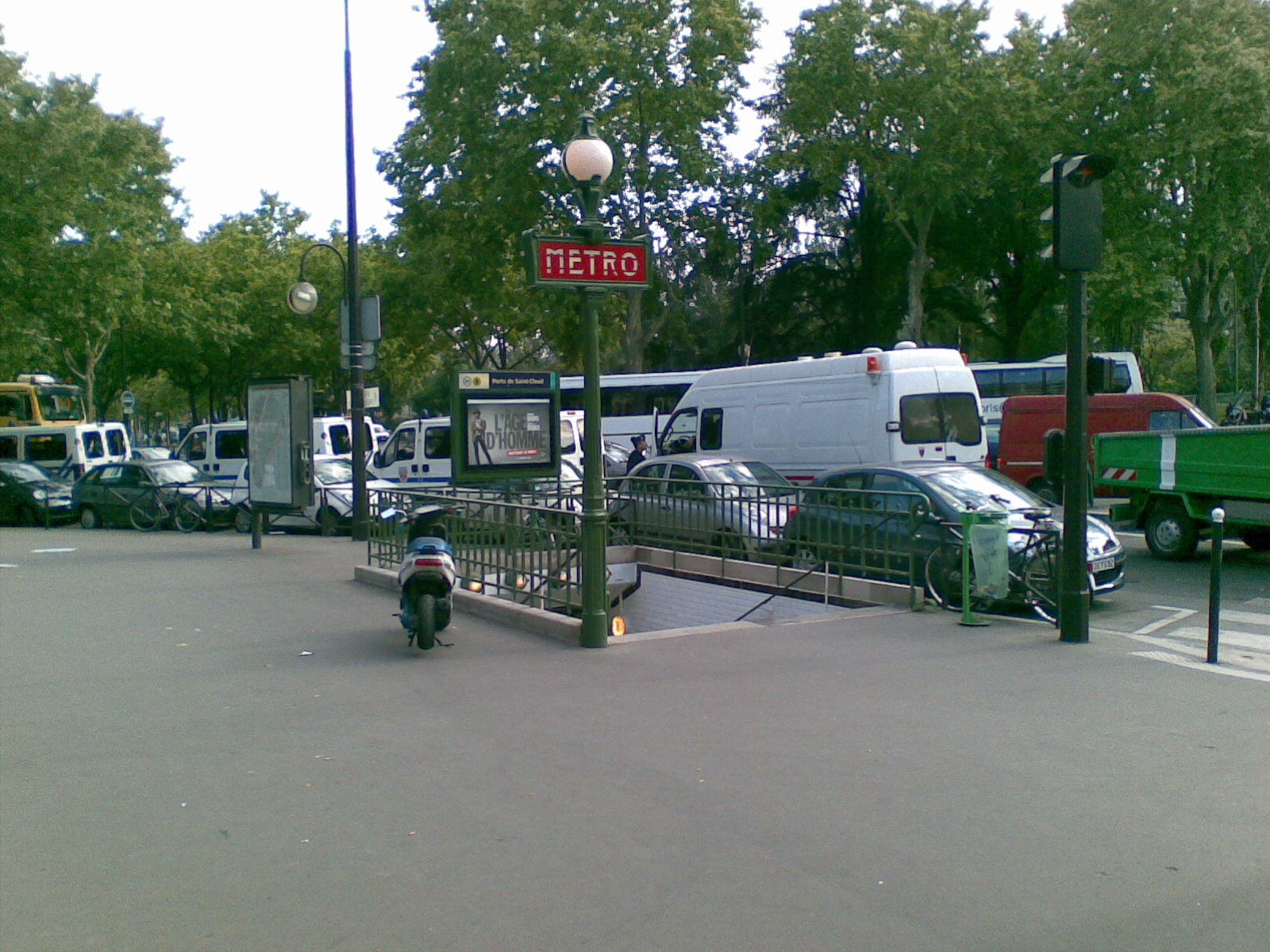
Лестничный сход
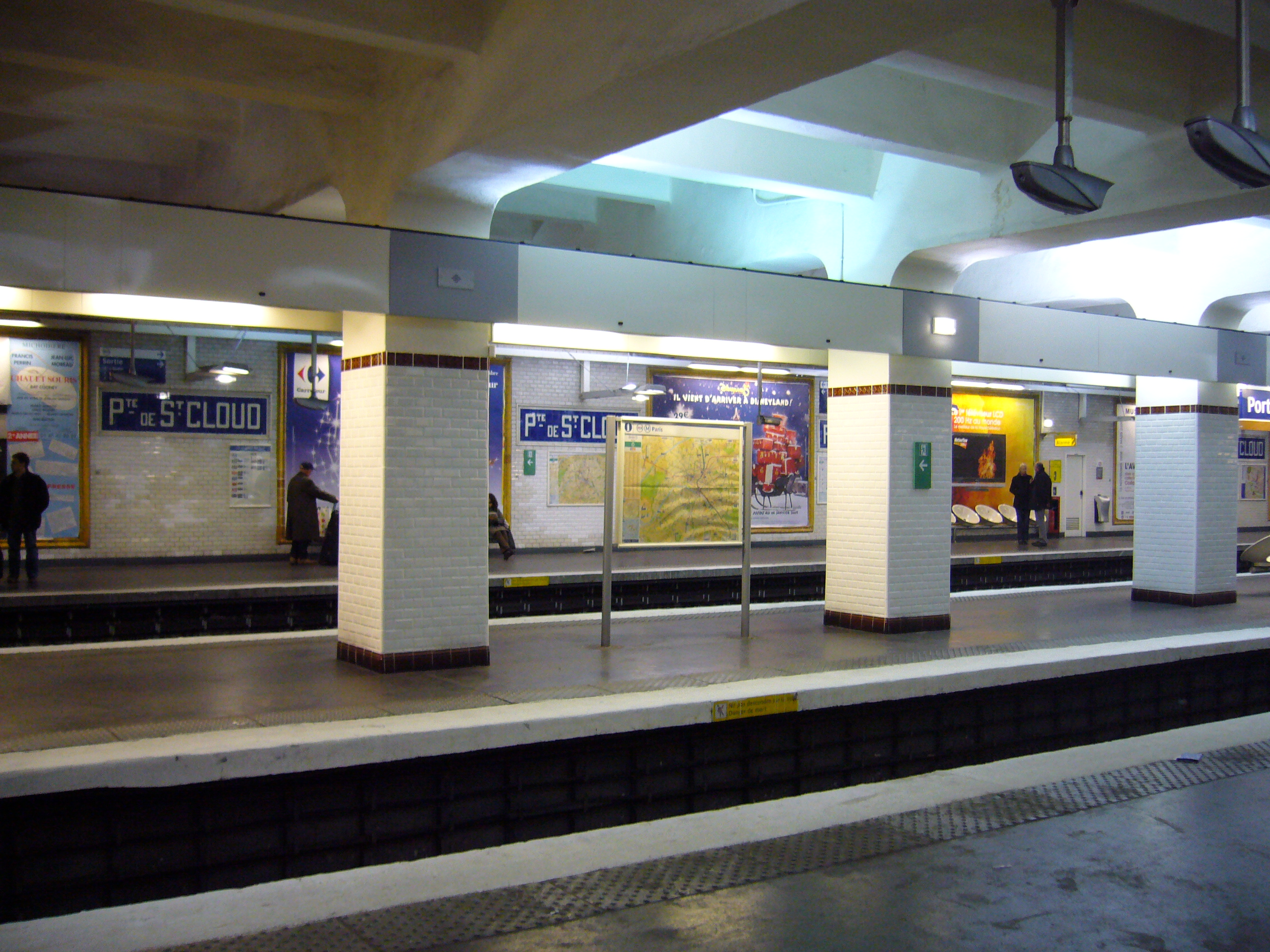
Обзорный вид зала